# Limousis
Limousis (okzitanisch Limosins) ist eine französische Gemeinde mit 124 Einwohnern (Stand 1. Januar 2022) im Département Aude in der Region Okzitanien. Sie gehört zum Arrondissement Carcassonne und zum Kanton  Le Haut-Minervois.

## Nachbargemeinden
Nachbargemeinden von Limousis  sind Trassanel im Nordwesten, Sallèles-Cabardès im Südosten, Salsigne im Südwesten und Fournes-Cabardès im Nordwesten.

## Bevölkerungsentwicklung
| Jahr      | 1962 | 1968 | 1975 | 1982 | 1990 | 1999 | 2013 |
| Einwohner | 170  | 158  | 110  | 91   | 86   | 104  | 115  |

## Sehenswürdigkeiten
- Grotte von Limousis